# Rue Notre-Dame-de-Lorette
La rue Notre-Dame-de-Lorette est une voie du 9e arrondissement de Paris.

## Situation et accès
La rue Notre-Dame-de-Lorette est desservie par la ligne 12 aux stations Saint-Georges et Notre-Dame-de-Lorette.

## Origine du nom
La rue tient son nom de l'église Notre-Dame-de-Lorette dont le chevet est situé sur la rue.

## Historique
La rue est ouverte à travers l'emplacement du jardin Ruggieri, en même temps que la place Saint-Georges et les rues Neuve-Saint-Georges et La Bruyère, par ordonnance du 21 avril 1824 : 
« Louis, par la grâce de Dieu, roi de France et de Navarre, à tous ceux qui ces présentes verront, salut. Sur le rapport de notre ministre secrétaire d'État au département de l'Intérieur ;
vu la demande formée par la Compagnie Dosne, Loignon, Sensier et Constantin, tendant à obtenir l'autorisation de former plusieurs rues et une place sur les terrains à elle appartenant et qui sont situés entre les rues des Martyrs, de Larochefoucault et Saint-Lazare, à Paris ;
vu le plan des percements projetés ;
vu la délibération du Conseil général du département de la Seine, faisant fonctions de Conseil municipal de la ville de Paris ;
vu l'avis du préfet ;
notre Conseil d’État entendu, nous avons ordonné et ordonnons ce qui suit :
- Article 1 : La Compagnie Dosne, Loignon, Sensier et Constantin est autorisée à former sur les terrains à elle appartenant :
  - 1° Une rue de 13 mètres (40 pieds) de largeur (la rue Notre-Dame-de-Lorette) aboutissant d'un côté à la de Larochefoucault et se dirigeant vers la rue du Faubourg-Montmartre, â la jonction de celle-ci avec les rues Saint-Lazare et des Martyrs.
  - 2° Une autre rue de 11,70 mètres (36 pieds) de large (la rue Neuve-Saint-Georges), partant de la rue Saint-Lazare, vis-à-vis la rue Saint-Georges jusqu'à la rencontre de la première.
  - 3° Une place circulaire de 32,50 mètres (100 pieds) de diamètre (la place Saint-Georges) au point de jonction de ces deux rues.
  - 4° Enfin une troisième rue de 9,75 mètres (30 pieds) de large (la rue La Bruyère), formant embranchement avec la première et aboutissant sur la rue de Larochefoucault, le tout conformément au plan ci-joint.

- Article 2 : Cette autorisation est accordée à la charge par les impétrants de supporter les frais de premier établissement du pavage et de l'éclairage des nouvelles voies, d'y établir des trottoirs et de construire, sur le milieu de la place, une fontaine dont le plan sera soumis à l'approbation de l'Administration, et en outre de se conformer aux lois et règlements sur la voirie de Paris.
- Article 3 : Notre ministre secrétaire d’État au département de l'Intérieur est chargé de l'exécution de la présente ordonnance.

Donné au château des Tuileries, le 21 avril de l'an de grâce 1824 et de notre règne le vingt-neuvième.
Signé : Louis. »
Comme les terrains permettant la jonction de cette voie avec la rue Saint-Lazare n'appartenaient pas à la compagnie, une ordonnance royale du 24 janvier 1834, déclare d'utilité publique l'exécution de ce débouché et approuve le traité passé entre la ville de Paris et le sieur Pène :
« Louis-Philippe, etc.,
vu l'ordonnance royale du 21 avril 1824, autorisant la formation d'une place et l'ouverture de plusieurs rues sur des terrains situés entre les rues des Martyrs,de La Rochefoucault et Saint-Lazare, à Paris ;
vu la délibération du Conseil municipal de celte ville, du 23 août 1835, d'où il résulte qu'il y aurait utilité publique à compléter l'un des percements autorisés par l'ordonnance précitée, en le prolongeant dans la-même direction et largeur jusqu'au carrefour formé par la jonction des rues Saint Lazare, des Martyrs et du Faubourg-Montmartre ;
vu le plan du percement projeté ;
vu le procès-verbal de l'enquête à laquelle il a été procédé du 28 octobre au 28 novembre dernier ;
 vu la loi du 7 juillet 1833 sur l'expropriation pour cause d'utilité publique ;
 notre Conseil d'Etat entendu, nous avons ordonné et ordonnons ce qui suit :
- Article 1 : Il y a utilité publique à continuer jusqu'au carrefour formé par la réunion des rues des Martyrs, Saint-Lazare et du Faubourg-Montmartre, la rue commencée dans cette direction et partant de la rue de La Rochefoucauld ; le tout conformément au plan annexé à la présente ordonnance.
- Article 2 : Est approuvé, pour être exécuté dans toutes ses clauses et conditions, le traité passé le 20 septembre 1833 entre le préfet de la Seine, agissant au nom de la ville de Paris, et le sieur Pêne, au sujet de l'ouverture de la portion de la rue mentionnée dans l'article précédent ; d'où il résulte principalement que, moyennant la somme de 318 000 francs qui lui sera payée par la ville, le sieur Pêne fera, à ses frais, risques et périls, l'acquisition de tous emplacements compris dans l'alignement de la rue, les travaux de pavage, d'éclairage et de trottoirs, et qu'il abandonnera la pleine et entière propriété du tout à la ville, dans les délais déterminés au dit traité.
- Article 3 : Notre ministre secrétaire d'État au département du commerce et des travaux publics est chargé de l'exécution de la présente ordonnance.

Donné au palais des Tuileries, le 24 janvier 1834. »
La rue ouvre dans toute sa longueur au début de l'année 1835.
La voie est d'abord nommée « rue du Faubourg-Montmartre-Prolongée », puis « rue Vatry », nom du propriétaire d'une maison située à l'angle de la place Saint-Georges, et enfin « rue Notre-Dame-de-Lorette » en 1835.
La rue est citée par Maupassant dans son roman, Bel-Ami, en 1885.

## Bâtiments remarquables et lieux de mémoire
- No 10 : Étienne Carjat y eut très longtemps son atelier (le Bottin-Firmin-Didot le répertorie à cette adresse de 1870 à 1894). C'est vraisemblablement de cet atelier qu'est sorti le fameux portrait d'Arthur Rimbaud de 1871. -- L'hebdomadaire Polonia tient son siège à Paris et, en 1914, le Comité de volontaires polonais y est fondé dans le but d'enrôler de jeunes Polonais pour se battre aux côtés de la France (Légion des Bayonnais)[4].
- No  18 : François-Auguste Mignet (1796-1884), écrivain, journaliste, Conseiller d'État et académicien demeura à cette adresse - Demeura également à cette adresse Gustave Kahn (1859-1936), poète symboliste et critique d'art, directeur de la revue La Vogue où il publia pour la première fois Les Illuminations d'Arthur Rimbaud
- No 43 : Dominique Farrugia y habite de 1968 à la fin des années 1980[5]. Ses parents y tenaient un bar-restaurant[6].

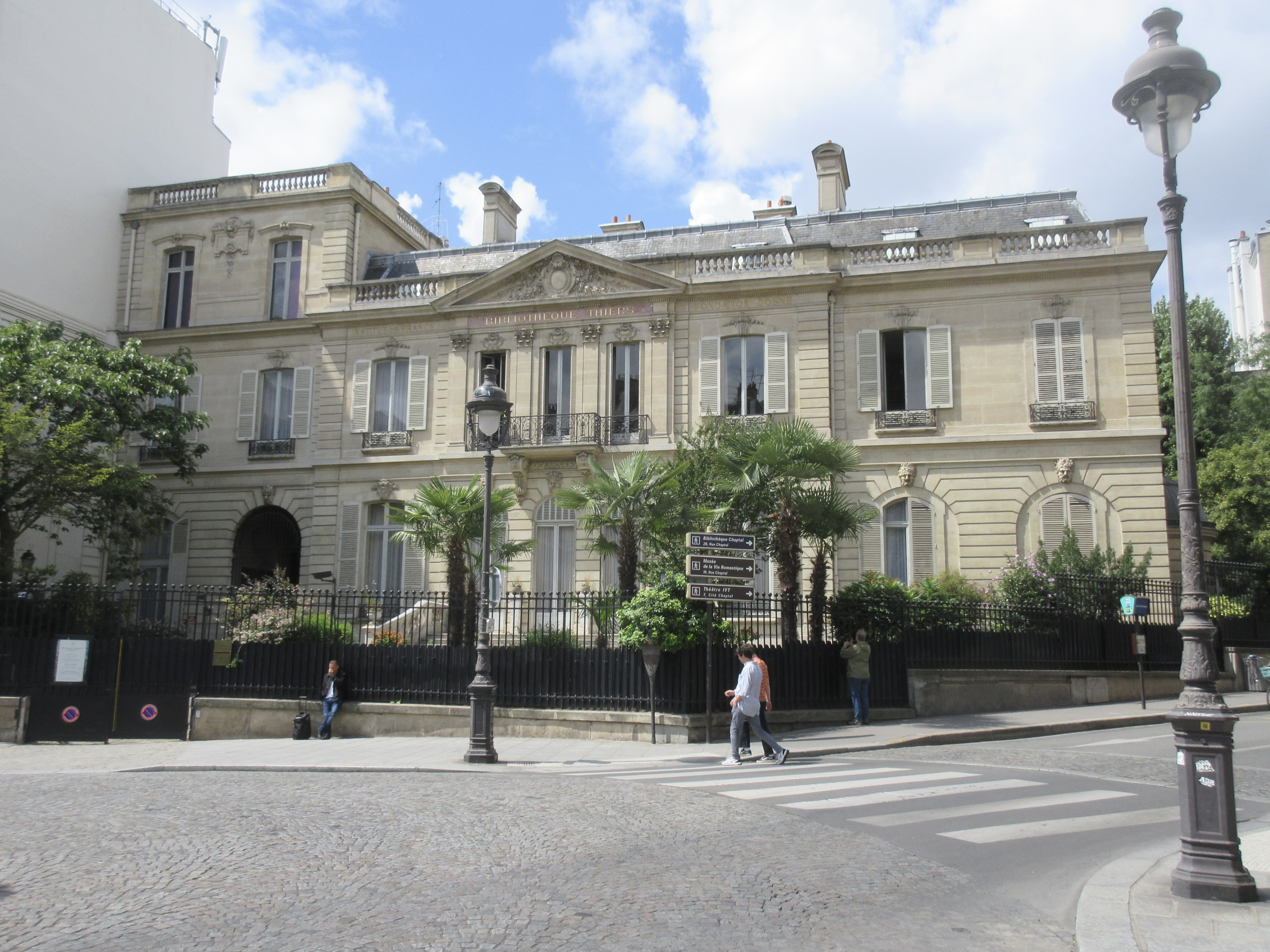
Hôtel Thiers.

- No 22 : Erminia Frezzolini (1818-1884), soprano, y habite et y meurt le 5 novembre 1884 ;
- No 27 : Adolphe Thiers (1797-1877), habita en ces lieux.
- No 35 : En 1848 M. Delacour, sous-directeur au Ministère des Affaires Étrangères demeurait en ce lieu[7]
- No 39 : ici vécut et mourut Émile Gaboriau (1832-1873), écrivain considéré comme le père du roman policier avec son roman: L'Affaire Lerouge en 1866.
- No 46 : fin 1933, O'dett y prend la direction du cabaret Le Fiacre, où Charles Trénet et Johnny Hess firent leurs débuts[8]
- No 52 : Pierre-Albert Douat, dit J. Blass (1847-1892), caricaturiste, dessinateur de presse et illustrateur, y habite et y meurt le 17 juin 1892.
- No 54 : ancien atelier de Édouard Saunier et Willem van Hasselt avant 1913.
- No 56 : c'est à cette adresse qu'est né en 1848 le peintre Paul Gauguin.
- No 58 : de 1844 à 1857 le peintre Eugène Delacroix  (1798-1863) y habita et y travailla. Précisions de Didier Chagnas: La façade néoclassique que l’on peut voir au 58 rue Notre-Dame-de-Lorette est tardive. C’est celle du cabaret Le Jockey Club de Montmartre fondé en 1892 par Maxime Lisbonne, exploité jusqu’en 1905. Le rez-de-chaussée a été modifié à plusieurs reprises, sans respect pour l’architecture « Grand Trianon » fin 19e siècle du 1er étage. L’ancien atelier de Delacroix existe toujours. On ne peut pas le voir depuis la rue. Il a été vendu il y a quelques années à un particulier, cloisonné et transformé en appartement. L’entrée, large vestibule avec des bas-reliefs et bustes est restée en l’état. Le peintre Jules-Élie Delaunay (1828-1891) y a également vécu jusqu'à sa mort.

## Lieux de mémoire non localisés
- Olivier Ranson habite dans cette rue après son déménagement de la rue Papillon[9].
- Édouard Cadol y habitait.
- David Wahl y habite